# A Night in Texas
A Night in Texas ist eine 2010 gegründete Deathcore-Band aus Cairns, Australien.

## Geschichte
Gegründet wurde A Night in Texas 2010 im australischen Cairns. Die Band veröffentlichte im selben Jahr ein selbstbetiteltes Demo und drei Jahre später mit Invigoration eine EP. Das Demo erschien in Eigenproduktion, während die EP bei Skull and Bones Records veröffentlicht wurde. Nach der Veröffentlichung der EP verlegte die Gruppe ihren Sitz nach Brisbane und Mitte 2013 stieß Rheese Peters als neuer Sänger dazu. Ebenfalls bei Skull and Bones Records erschien 2015 das Debütalbum The God Delusion. Im Oktober 2016 erschien mit The Unholy Alliance eine Split-EP mit der kanadischen Deathcore-Band Angelmaker.
Am 11. Dezember 2017 erschien mit Global Slaughter das zweite Album der Band.
Im Januar und Februar 2016 tourte die Band gemeinsam mit Aversions Crown und Rings of Saturn durch Europa. Im April und Mai 2017 tourte A Night in Texas gemeinsam mit Whitechapel in Südostasien.
Im Oktober 2018 verkündete Anthony Barone, dass er einvernehmlich A Night in Texas verlässt.

## Stil
Matty Sievers von killyourstereo.com schrieb in seiner Rezension zu The God Delusion, dass hierauf aggressiver und technisch anspruchsvoller Deathcore enthalten ist. Das Schlagzeug sei schnell und werde präzise gespielt, während der Bass meist recht tief, jedoch meist nicht hörbar, sei. Auch die E-Gitarren seien aggressiv und schnell, der Gesang sei guttural, aggressiv und vielseitig und sei teilweise mehrspurig aufgenommen und durch zusätzliche Effekte versehen worden. Die Musik sei recht geradlinig gehalten. Das Album sei mit einer Laufzeit von rund einer halben Stunde recht kurz, textlich handele es von Satan, wie er aus der Hölle aufsteige, um die Welt zu übernehmen. Wessel ordnete metalnexus.net ebenfalls dem Deathcore zu. Die Musik sei aggressiv gestaltet und beinhalte teils sehr hohen Gesang. Textlich behandele man die Conditio humana, politische Dilemmata, in den man sich momentan befinde und die Schäden, die Menschen der Gesellschaft undem Planeten zufügen würden.

## Diskografie
Alben
- 2015: The God Delusion (Skull and Bones Records)
- 2017: Global Slaughter (Eigenproduktion)
- 2021: The Divine Dichotomy - Chapter I (Eigenproduktion)
- 2021: The Divine Dichotomy - Chapter II (Eigenproduktion)
- 2024: Digital Apocalypse

Sonstige
- 2010: A Night in Texas (Demo)
- 2012: Invigoration (EP, Skull and Bones Records)
- 2016: The Unholy Alliance (Split-EP mit Angelmaker, Eigenproduktion)